# Jemenitische Socialistische Partij
De Jemenitische Socialistische Partij (Arabisch: الحزب الاشتراكي اليمن, Al-Hizb Al-Ishtiraki Al-Yamani) is een politieke partij in Jemen. Het was de regerende partij in de Democratische Volksrepubliek Jemen, de enige marxistische Arabische staat, voor de samenvoeging in 1990. De Jemenitische Socialistische Partij is nu de oppositie in het samengevoegde Jemen.